# Spergularia bocconei
Spergularia bocconei é uma espécie de planta com flor pertencente à família Caryophyllaceae. 
A autoridade científica da espécie é (Scheele) Graebn., tendo sido publicada em Asch. & Graebn., Syn. Mitteleur. Fl. 5(1): 849 (1919).

## Portugal
Trata-se de uma espécie presente no território português, nomeadamente em Portugal Continental, no Arquipélago dos Açores e no Arquipélago da Madeira.
Em termos de naturalidade é nativa de Portugal Continental e Arquipélago da Madeira e introduzida no arquipélago dos Açores.

## Protecção
Não se encontra protegida por legislação portuguesa ou da Comunidade Europeia.